# Sara Seale
Sara Seale ist ein Gemeinschaftspseudonym der Briten Mary Jane MacPherson († 11. März 1974) und A.D.L. MacPherson († 30. Oktober 1978). Die beiden veröffentlichten zwischen 1932 und 1971 über 45 Liebes- und Familienromane. Ihre Romane waren unter den ersten, die der Verlag Mills & Boon nach dem Zweiten Weltkrieg in Deutschland und den Niederlanden herausgab.

## Werke
Quelle: Sara Seale. In: fantasticfiction.co.uk. Abgerufen am 29. Januar 2015 (englisch).

### Einzelromane
- Beggars May Sing (1932)
- Chase the Moon (1933)
- Summer Spell (1937)
- Grace Before Meat (1938)
- This Merry Bond (1938)
- Spread Your Wings (1939) aka My Heart’s Desire
- Green Grass Growing (1940)
- Barn Dance (1941) aka Queen of Hearts
- Stormy Petrel (1941)
- The Silver Sty (1942)
- House of Glass (1944) aka Maggy
- Folly to Be Wise (1946)
- The Reluctant Orphan (1947) aka Orphan Bride
- The English Tutor (1948)
- The Gentle Prisoner (1949)
- These Delights (1949)
- The Young Amanda (1950)
- Then She Fled Me (1950)
- The Dark Stranger (1951)
- Wintersbride (1951)
- The Lordly One (1952)
- The Forbidden Island (1953)
- Turn to the West (1953)
- The Truant Spirit (1954)
- Time of Grace (1955)
- Child Friday (1956)
- Sister to Cinderella (1956)
- I Know My Love (1957)
- Trevallion (1957)
- Lucy Lamb (1958) aka Lucy Lamb, Doctor’s Wife
- Charity Child (1959)
- Dear Dragon (1959)
- Cloud Castle (1960)
- The Only Charity (1961)
- The Reluctant Landlord (1962)
- Valentine’s Day (1962)
- By Candlelight (1963)
- The Youngest Bridesmaid (1963)
- The Third Uncle (1964)
- To Catch a Unicorn (1964)
- Green Girl (1965)
- The Truant Bride (1966)
- Penny Plain (1967)
- That Young Person (1969)
- Dear Professor (1970)
- Mr. Brown (1971) aka The Unknown Mr. Brown

### Sammelausgaben
- Green Girl / Penny Plain / Queen Of Hearts (Harlequin Omnibus 9) (1975)
- Young Amanda / Truant Bride / Beggars May Sing (1983)

### Anthologien
- Do Something Dangerous / Youngest Bridesmaid / Doctor David Advises (1964) (mit Elizabeth Hoy und Hilary Wilde)
- Surgeon’s Marriage / The Only Charity / The Golden Peaks (1964) (mit Kathryn Blair, Eleanor Farnes)
- Mountain Clinic / Forbidden Island / Dear Fugitive (1971) (mit Elizabeth Hoy, Jean S. MacLeod)
- Orphan Bride / Full Tide / House in the Timberwoods (1971) (mit Celine Conway, Joyce Dingwell)
- Then She Fled Me / Castle in Corsica / Scatterbrains-Student Nurse (1971) (mit Margaret Malcolm und Anne Weale)
- Wintersbride / Marriage Compromise / Tamarisk Bay (1972) (mit Kathryn Blair, Margaret Malcolm)
- Children’s Nurse / Heart Specialist / Child Friday (1972) (Susan Barrie und Kathryn Blair)
- Harlequin Golden Library Vol. XLI: Over The Blue Mountains, Summer Lightning, Lucy Lamb, Doctor’s Wife (1973) (mit Mary Burchell und Jill Tahourdin)
- Masquerade / Rata Flowers Are Red / Unknown Mr. Brown (1977) (mit Anne Mather, Mary Moore)
- Master of Comus / My Heart’s Desire / Flight Into Yesterday (1983) (mit Charlotte Lamb und Margaret Way)